# Al-Shabaab
Al-Shabaab (in somalo; in arabo الشباب‎?, al-Shabāb, "i Giovani", da حزب الشباب‎, Ḥizb al-Shabāb, "Partito dei Giovani"), anche trascritto as-Sciabab, ash-Shabaab, Hizbul Shabaab o Hizb al-Shabāb, e ufficialmente indicato come Ḥarakat al-Shabāb al-Mujāhidīn (in arabo حركة الشباب المجاهدين‎?, "Movimento dei Giovani Mujaheddin"), è un gruppo terroristico jihadista sunnita di matrice islamista attivo in Somalia, nato intorno al 2006.
Il gruppo si è creato a seguito della sconfitta dell'Unione delle Corti Islamiche (UCI) a opera del Governo Federale di Transizione (GFT) e dei suoi sostenitori, in primo luogo i militari dell'Etiopia, durante la guerra civile in Somalia.

È la cellula somala di al-Qāʿida, formalmente riconosciuta nel 2012. Da numerosi governi e servizi di sicurezza occidentali è considerata un'organizzazione terroristica. Nel giugno 2012 il Dipartimento di Stato degli Stati Uniti ha posto taglie su numerosi capi del gruppo.
Questa formazione islamista è presente nelle regioni del sud della Somalia e mantiene vari campi di addestramento nei pressi di Chisimaio. Alcuni finanziamenti per al-Shabaab provengono dalle attività dei pirati somali.

## Storia

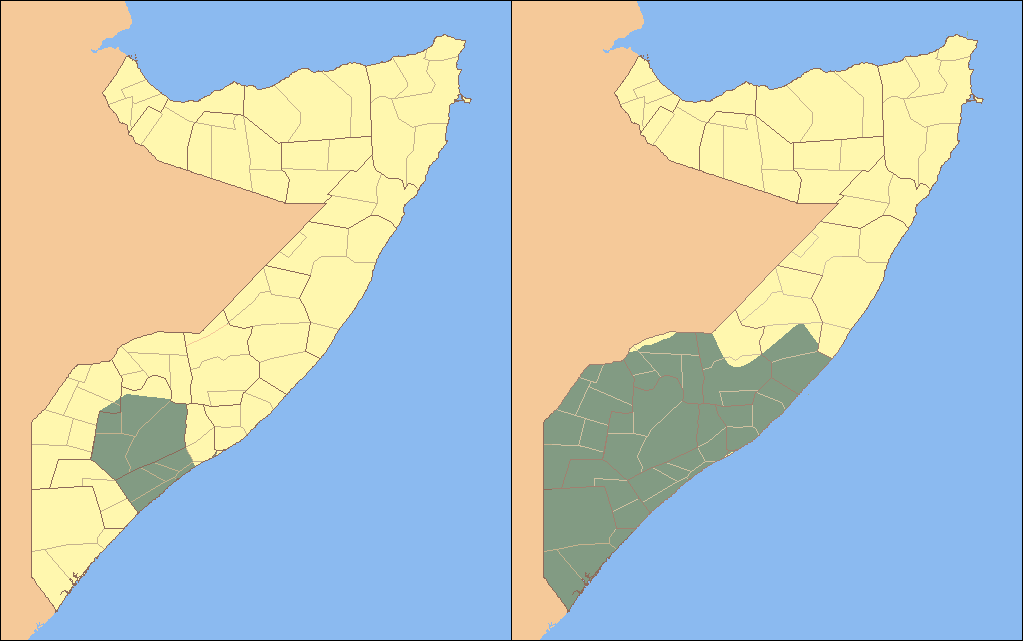
Questa mappa mostra la crescita dell'espansione territoriale di Al-Shabaab dal 31 gennaio 2009 al dicembre 2010. Comunque, nel dicembre 2012 le aree controllate dall'organizzazione sono considerevolmente ridotte rispetto ai 2 anni precedenti

Al-Shabaab nacque nel 2006, come movimento giovanile estremista, all'interno dell'Unione delle Corti Islamiche. Dopo la sconfitta e la dissoluzione dell'Unione, avvenute nel dicembre 2006, questa ala giovanile emerse come gruppo autonomo e si rivolse a più ampi strati della società, assumendo così una struttura organizzativa più complessa e perdendo l'identità originaria di organizzazione eminentemente giovanile.
Il nucleo originario di al-Shabaab è costituito da veterani dell'Unione delle Corti Islamiche che avevano combattuto e sconfitto nella Seconda Battaglia di Mogadiscio gli storici signori della guerra di Mogadiscio, riuniti nell'Alleanza per la restaurazione della pace e dell'anti-terrorismo. Alcuni membri storici sostengono che il gruppo fosse attivo già nel 2004.
Sostanzialmente, al-Shabaab prese il posto dell'Unione nella lotta contro il Governo Federale di Transizione. I primi successi di rilievo si videro all'inizio del 2009 con la presa di Baidoa, principale base del governo, il 26 gennaio. Inizialmente l'organizzazione riuscì ad affermarsi con una certa rapidità ai danni del debole governo guidato dal Presidente Sharif Ahmed, ex leader dell'Unione delle Corti Islamiche e alleato. Nel corso del 2009 Al-Shabaab colpì il governo con azioni clamorose come l'attentato suicida del 18 giugno, che nella città di Belet Uen uccise 35 persone, tra cui il Ministro dell'Interno Omar Hashi Aden. Il Presidente Sharif Ahmed ha accusato Al-Shabaab di aver perpetrato l'attentato all'Hotel Shamo del 3 dicembre 2009. Durante una festa per diplomi di laurea all'Università di Mogadiscio, nella ormai piccola zona della città non invasa dagli estremisti islamici dove risiedeva il Governo, e controllata dalle forze dell'Unione Africana, un kamikaze vestito da donna si fece esplodere causando la morte di 24 persone, tra cui 15 studenti e 3 ministri del governo. Il 13 febbraio 2010, a causa delle lesioni subite, morirà anche il Ministro dello Sport. Ufficialmente al-Shabaab ha sempre negato di aver organizzato l'attentato. Il 23 agosto 2010 al-Shabaab irrompe in un hotel della capitale somala solitamente frequentato dai deputati e fucila 33 persone, tra cui quattro parlamentari.

Bandiera di guerra di al-Shabaab

Nelle aree sottoposte al suo controllo, l'organizzazione ha ridotto le importazioni a basso costo di cibo, permettendo così alla produzione somala di grano, che ha generalmente un alto potenziale, di prosperare. Ciò ha comportato uno spostamento di ricchezza dalle aree urbane a quelle agricole. Nel luglio 2011 al-Shabaab ha annunciato di aver eliminato le sue restrizioni contro l'attività dei cooperanti delle organizzazioni umanitarie internazionali.
Nel 2011 il colonnello John Steed, capo della divisione antipirateria ONU, si è detto convinto che Al-Shabaab stesse cercando con sempre maggiore insistenza di cooperare con altre organizzazioni criminali e soprattutto con le bande di pirati somali, a fronte della diminuzione delle sue risorse finanziarie. Steed, comunque, ha riconosciuto di non avere prove certe sui legami operativi tra il gruppo fondamentalista e i pirati. Tuttavia alcuni pirati detenuti in carcere hanno rivelato a ufficiali dell'UNODC che erano per loro necessarie delle forme di cooperazione con al-Shabaab, da quando avevano incominciato ad aumentare i loro attacchi nelle regioni meridionali della Somalia controllate dall'organizzazione terroristica. Membri di al-Shabaab hanno compiuto estorsioni a danno dei pirati, domandando loro denaro in cambio di protezione e costringendo alcuni capi di bande di pirati a Harardera a consegnare loro più del 20% dei ricavi dei loro futuri riscatti.
A partire dagli ultimi mesi del 2011 il potere di al-Shabaab è notevolmente diminuito. Questo forte indebolimento è dovuto soprattutto all'inizio dell'Operazione Linda Nchi, un'operazione militare coordinata condotta dagli eserciti di Somalia e Kenya proprio contro Al-Shabaab. Il 25 maggio 2012 le truppe del governo somalo e quelle dell'AMISOM hanno ripreso la città di Afgoi, prima controllata dal gruppo terroristico, e l'11 luglio hanno conquistato anche le zone circostanti, smantellando il campo di addestramento situato nel villaggio di Laanta Bur. Il 31 maggio è stato riconquistato anche il villaggio di Afmadù, di fondamentale importanza per la sua rete di strade, in grado di garantire accesso a numerose aree del paese.
Tra il 28 settembre e il 1º ottobre l'esercito somalo, sempre appoggiato dall'AMISOM, ha riconquistato con una vera e propria battaglia Chisimaio, che Al-Shabaab aveva occupato nell'agosto 2008 ed era la loro capitale.
Nel febbraio 2012 vari suoi leader hanno avuto forti screzi con al-Qāʿida a causa dell'ingresso di Al-Shabaab al suo interno, e hanno perso terreno, inoltre molti dei suoi più alti capi sono stati assassinati. Nell'Agosto 2011 le truppe del Governo Federale di Transizione e dell'AMISOM sono riuscite a catturare tutti i membri di al-Shabaab presenti a Mogadiscio. In più ci sono state molte defezioni in favore del governo, tanto che nel 2012 la forza dell'organizzazione conta su un numero di militanti compreso tra i 4.000 e i 6.000.
Il 9 dicembre 2012 le truppe governative somale, assistite dalle forze dell'AMISOM, prendono possesso anche della città di Giohar, altra roccaforte dell'organizzazione terroristica. Al-Shabaab in quell'anno controllava ancora vaste zone delle regioni meridionali della Somalia, in cui pare abbia imposto la sharīʿa. La sua forza nel maggio 2011 era stimata a 14.426 guerriglieri.
Il 14 aprile 2013 un commando di nove terroristi attacca un tribunale uccidendo 29 civili e ferendone 58, prima di essere interamente abbattuto dalle forze di sicurezza; contemporaneamente un kamikaze fa esplodere un'autobomba davanti a un hotel vicino all'aeroporto, uccidendo 5 persone.
Il successivo 5 maggio un kamikaze Shabaab a Mogadiscio lancia la propria auto contro un convoglio di funzionari governativi e diplomatici del Qatar, e si fa esplodere causando almeno 10 morti, quasi tutti civili. Il 21 settembre 2013, militanti armati di Shabaab hanno sparato in un supermercato di Nairobi uccidendo almeno 12 persone.
Nel 2013 le divisioni interne al gruppo si sono fatte più cruente. L'episodio più eclatante è avvenuto il 20 giugno, quando in una sparatoria si sono fronteggiati i sostenitori di Ahmed Abdi Godane e quelli di Abu Mansur. Nello scontro a fuoco sono morti due potenti leader e fondatori dell'organizzazione, entrambi fiancheggiatori di Abu Mansur: Abul Hamid Hashi Olhayi e addirittura Ibrahim Al-Afghani, che tra il 2010 e d il 2011 era stato emiro, cioè capo assoluto di al-Shabaab. Proprio a causa di questi frequenti e violenti scontri, il successivo 28 giugno Hassan Dahir Aweys, leader spirituale e anch'egli tra i fondatori degli Shabaab, ha abbandonato i suoi compagni e i territori controllati dal gruppo e si è trasferito con una milizia a lui fedele nella città di Adado, nella regione centrale di Galgudud, controllata dal governo. Tuttavia Aweys non è passato dalla parte del governo centrale di Mogadiscio, nonostante parlamentari e anziani saggi si siano recati da lui per tentare una mediazione, per adesso senza successo. Pur affiancato da alcuni suoi uomini e indisposto a collaborare, Aweys si è a tutti gli effetti consegnato alle autorità governative ed è in detenzione sotto la loro sorveglianza.
Ahmed Abdi Godane, leader di al-Shabaab dal 2008, dopo l'uccisione di Aden Hashi Ayro, è stato a sua volta ucciso nel settembre 2014 da un'operazione di intelligence della NATO nella lotta contro al-Qaida. L'operazione si è avvalsa di unità militari speciali con droni, che hanno lanciato missili Hellfire e bombe di precisione contro un accampamento a sud di Mogadiscio. Successivamente altri leader di Shabaab sono stati uccisi da droni della NATO.
Il 2 aprile 2015 militanti di al-Shabaab fanno irruzione in un campus universitario a Garissa in Kenya compiendo una strage, almeno 148 morti e decine di feriti. L'episodio dimostra che al-Shabaab, nonostante abbia perso molti dei suoi territori e delle sue fonti di reddito rispetto agli anni precedenti, conserva ancora una capacità di compiere attentati terroristici con poche spese, e abbia subito una trasformazione quanto ai propri scopi non aspirando più al controllo del territorio ma ad operazioni di guerriglia. Il 26 giugno 2015 militanti Shabaab attaccano la base militare dell'Unione africana a Lego uccidendo 50 soldati. Nel luglio-agosto 2015, il governo somalo attuò un'offensiva contro gli Shabaab, detta Jubba Corridor, per riconquistare le regioni di Ghedo e Bai, espugnando due bastioni degli Shabaab, Bardera e Dinsor, e lasciando sul campo oltre 300 militanti Shabaab. Nonostante le perdite, in settembre Shabaab attaccò la base dell'Unione africana a Genale, uccidendo 50 soldati, e riprese le città di El Saliindi, Kuntuwarey e Buqda, ed a gennaio 2016 attaccò la base dell'Unione africana di el Adde uccidendo 60 soldati.
Il 21 gennaio 2016, un kamikaze alla guida di un'autobomba si lancia contro un ristorante sul lungomare di Mogadiscio. Successivamente, cinque uomini armati fanno irruzione nel locale e nel vicino hotel. A circa un'ora di distanza dall'inizio della presa d'ostaggi, una seconda autobomba esplode contro le forze di sicurezza, devastando anche un altro ristorante. Il numero finale dell'attacco è di almeno 19 vittime. Il 5 febbraio Al Shabaab prende controllo della città portuale di Merca, a 45 km da Mogadiscio, anche se solo per qualche giorno. Il 5 marzo 2016 un'operazione antiterrorismo USA colpisce un campo di Shabaab, Camp Raso, a 200 km a nord di Mogadiscio, uccidendo circa 150 militanti; qualche giorno dopo viene eseguito un raid statunitense nella città di Audegle. Il 14 marzo, però, Al-Shabaab conquista la città di Gard, espandendosi per la prima volta anche nel Puntland.
Gli USA, in coordinamento col governo somalo, effettuano anche operazioni per smantellare i posti di blocco con i quali Shabaab estorce denaro alla popolazione: in maggio viene rimosso un checkpoint illegale a ovest di Mogadiscio, ad agosto un checkpoint a Saakow, mentre proseguono anche i raid mirati con droni contro membri di spicco dell'organizzazione. A giugno 2016 vengono colpiti Mohamud Dulyadeyn, ritenuto la mente dell'attentato all'università di Garissa, e Maalim Daud, capo dell'intelligence del gruppo.
Il 1º giugno 2016 un'autobomba di Al-Shabaab colpisce l'Hotel Ambassador di Mogadiscio, causando 15 morti tra cui 2 parlamentari, il 9 giugno militanti Shabaab attaccano una base dell'Unione africana ad Halgan, a luglio il villaggio di Wardinle, presso Baidoa, il 21 agosto Shabaab fa esplodere due bombe a Gallacaio, causando 10 morti, il 19 settembre un kamikaze di Al-Shabaab uccide a Mogadiscio il generale somalo Mohamed Roble Jimale Gobale assieme alle sue guardie del corpo. Tra settembre e ottobre, militanti Shabaab attaccano l'esercito somalo presso Chisimaio nel sud e Gallacaio nel nord, e conquistano la città di Halgan e i villaggi di el-Ali e Moqokori nella regione dell'Hiran.
A gennaio 2017 militanti Shabaab attaccano la base dell'Unione africana a Kolbiyow.
A partire da marzo 2017, il Comando degli Stati Uniti in Africa intensifica le operazioni di antiterrorismo in diversi scenari africani, in particolare contro gli Shabaab, con bombardamenti mirati con droni e operazioni di forze speciali coordinate con l'esercito somalo. In una di queste operazioni, il 4 maggio 2017, morì un soldato americano ed altri due feriti. Altri bombardamenti ebbero luogo l'11 giugno, nella provincia di Sakow, il 23 luglio nel Benadir, il 30 luglio a Tortoroow, dove fu ucciso il comandante regionale di Shabaab, Ali Jabal, ritenuto la mente degli attacchi terroristici a Mogadiscio, e ancora il 10 agosto, colpendo un altro leader di Shabaab e il 17 agosto a Gelib, colpendo 7 militanti Shabaab.
Il 17 ottobre 2017 Shabaab perpetrò un grave attentato a Mogadiscio, uccidendo oltre 300 civili.
I raid statunitensi con droni ripresero a novembre, uccidendo 36 militanti Shabaab tra il 9 e il 12 novembre, il 14 novembre fu bombardato un campo di Shabaab a 100 km a NW di Mogadiscio, quindi un altro campo di al-Shabaab a 200 km a NW di Mogadiscio, uccidendo oltre 100 militanti Shabaab, nel raid del 24 dicembre furono uccisi altri 13 militanti Shabaab. A novembre 2017, secondo stime USA, restavano in Somalia tra 3'000 e 6'000 militanti di Shabaab.
Il 23 febbraio 2018 gli Shabaab fecero esplodere due autobombe a Mogadiscio, uccidendo 38 civili, a marzo attaccarono un posto di blocco somalo 15 km fuori Mogadiscio, uccidendo due soldati, e un convoglio militare a Balad, 30 km a nord di Mogadiscio, uccidendo cinque soldati, e la base militare di Afgoi con un'autobomba, uccidendone cinque; ad aprile assaltarono contemporaneamente tre basi militari dell'AMISOM, a Coriolei, Bulomarer e Golweyn, uccidendo sei soldati, ma morirono anche 36 militanti Shabaab.
Tra gennaio ed aprile 2018 vi furono altri 12 raid statunitensi contro Shabaab, come quello a Jana Cabdalle, 50 km NW di Chisimaio; a maggio vi furono altri 3 raid statunitensi contro gli Shabaab, come quello del 31 maggio che uccise 12 militanti Shabaab in un'area a 50 km SW di Mogadiscio; un altro raid fu eseguito a Bosaso il 2 giugno. L'esercito somalo smantellò un posto di blocco illegale di Shabaab a Gialalassi nella regione di Hiran, uccidendo 13 militanti Shabaab che estorcevano tasse alla popolazione.
Ad aprile gli Shabaab fecero un attentato terroristico allo stadio di calcio di Brava, causando 5 morti, ed attaccarono le basi dell'Unione africana di Arbaow, nella periferia di Mogadiscio, e di el-Waregow, presso Merca; a maggio fecero esplodere un ordigno in un mercato a Wanlaweyn, 90 km NW di Mogadiscio, causando 11 morti, e un altro contro un veicolo militare uccidendo 10 soldati; pochi giorni dopo, un altro attentato in un mercato presso Bulomarer causò 4 morti. A giugno, durante il Ramadan, gli Shabaab attaccarono l'esercito somalo a el-Wak,, uccisero un soldato somalo a Afgoi,, 2 soldati somali ed 1 americano presso Sanguni, e 5 soldati somali a Teed, 30 km a nord di Huddur nella regione di Bakool; a luglio attaccarono la base dell'Unione africana di Halane, presso Mogadiscio, causando 5 morti, e due kamikaze Shabaab colpirono il Ministero dell'Interno a Mogadiscio, seguiti da scontri a fuoco che causarono 10 morti, altri militanti Shabaab attaccarono la residenza del Commissario di Polizia di Baidoa, uccidendo 3 pubblici ufficiali, e il giorno seguente fecero esplodere due autobombe contro il Palazzo Presidenziale a Mogadiscio.
Tra il 15 e il 16 gennaio 2019, il gruppo terroristico ha attaccato un hotel di lusso un po' a nord-ovest a Nairobi che ha ucciso 21 persone. Il 19 gennaio un raid aereo americano ha ucciso 52 terroristi. Il 1º marzo il gruppo terroristico ha fatto strage sparando e lanciando due bombe a un altro hotel che è al centro di Mogadiscio con 29 morti e tante decine di feriti, e intorno a questo giorno l'attacco è durato 24 ore. Il 23 marzo un'autobomba è esplosa davanti all'edificio del Ministero del Lavoro a Mogadiscio e gli uomini armati hanno fatto irruzione all'interno con 16 morti in tutto. Il 12 luglio i militanti hanno assaltato un albergo alla città portuale di Chisimaio con almeno 26 morti, e gli uomini armati sono entrati nel cortile quando un'autobomba suicida era esplosa. Nella notte tra il 14 e il 15 agosto gli Shabaab hanno assaltato una base militare alla città piccola di Awdheegle a sud-ovest della capitale somala in cui hanno provocato 50 morti, tutti militari. Il 30 settembre, ci sono stati gli attacchi alla base militare statunitense e al convoglio militare italiano nel sud della Somalia ma tutti i soldati sono stati illesi. Nella notte del 10 dicembre il commando ha attaccato il terzo hotel, vicino al palazzo presidenziale a Mogadiscio, uccidendo 5 persone tra cui forze di sicurezza e civili.
Un gravissimo attentato si è avuto il 28 dicembre 2019 una autobomba guidata da un attentatore suicida ha causato 92 morti e 130 feriti, tra cui molti cittadini in coda presso un locale ufficio delle tasse in via Afgoye a Mogadiscio, ma anche due ingegneri turchi che sono stati indicati nel messaggio di rivendicazione come bersaglio principale dell'attacco. Ha fatto seguito un attacco alla base americana di Camp Simba, dislocata entro la base navale keniota di Manda Bay, nell'arcipelago delle Lamu, con perdite sia tra i contractors americani che tra i soldati kenioti, e danni a mezzi e infrastrutture; l'attacco è stato respinto con perdite anche tra gli attaccanti ma non prontamente. Altro attentato sempre a Mogadiscio l'8 gennaio 2020 con 4 morti e 15 feriti. L'attività del gruppo continua ad essere accostata da fonti informative a quella dei pirati che infestano le acque somale e una parte importante dell'Oceano Indiano; attacchi anche ai militari europei della missione EUTM-S finalizzata all'addestramento delle forze armate e di polizia e a quelli della missione africana AMISOM, supporto militare al governo di Mogadiscio. A tutto il novembre 2019 il capo del gruppo risulta l'emiro Ahmed Omar Abu Ubaidah (o Ubeyda), succeduto nel 2014 ad Ahmed Abdi Godane ucciso da un drone USA.
Il 23 marzo 2024, il gruppo terroristico ha attaccato la base militare di Busley, nella regione di Lower Shabelle, nel sud-ovest della Somalia, utilizzando autobombe. La base è stata brevemente occupata dai militanti, per poi essere liberata dall'esercito somalo. Durante l'attacco, sono morti 7 soldati somali, tra cui il comandante della base, e 10 terroristi.
Il 2 agosto 2024, il gruppo terroristico ha effettuato un attacco suicida che ha causato 32 morti al ristorante dell'hotel Beach View a Mogadiscio. 5 dei 6 terroristi sono stati uccisi, mentre la sorte del sesto rimane ignota.

## Ideologia
Uno degli obiettivi primari del gruppo è la istituzione della regola della sharīʿa come legge dello Stato somalo; altri fini sono la cacciata dei soldati stranieri dalla Somalia, soprattutto le forze etiopi alleate del governo, ma anche la forza internazionale di pace AMISOM, e il rovesciamento del Governo Federale di Transizione (GFT). La formazione comprende un periodo di sei settimane di corso di base. Alcuni sono stati inviati per la formazione avanzata in Eritrea per le tattiche di guerriglia e di esplosivi.

## Organizzazione e leadership
Da quando ne è diventata una cellula, l'organizzazione di Al-Shabaab ha avuto come leader supremo il capo di al-Qāʿida Ayman al-Zawahiri fino alla sua morte (31 luglio 2022); tuttavia, chi ne sia il comandante in Somalia non è del tutto chiaro. Infatti la struttura di comando sta diventando sempre più decentralizzata. Il capo di al-Shabaab prende il nome di emiro. Il primo fu Aden Hashi Farah "Eyrow", che fu nominato dal leader spirituale del gruppo Hassan Dahir Aweys, che al momento della fondazione del gruppo era uno dei capi dell'Unione delle Corti Islamiche. Dopo la sua morte ad Aden Hashi succedette Sheikh Mukhtar Robow, detto "Abu Mansur", a sua volta sostituito da Moktar Ali Zubeyr "Godane".. Nel dicembre 2010 al-Qa'ida sostituì quest'ultimo con Ibrahim al-Afghani, ma Al-Shabaab non riconobbe la scelta e Godane continuò a svolgere le sue funzioni di emiro fino alla sua uccisione avvenuta nel settembre 2014 con un drone statunitense. Aweys tuttavia criticò aspramente Godane e di fatto, anche se non ci sono mai state in merito dichiarazioni ufficiali, al-Shabaab si è spaccata in una fazione straniera guidata da Godane e una nazionale comandata da Aweys.
All'organizzazione fa capo un servizio informativo denominato Amnyat, cui vengono attribuite varie azioni terroristiche e di traffico internazionale, non ultima la detenzione di Silvia Romano, la cooperante rapita in Kenya e trasportata in Somalia come ostaggio di alto profilo fino alla sua liberazione il 10 maggio 2020.
A tutto il 2015 veniva attribuita una forza di "settemila-novemila uomini, con un netto calo rispetto ai 14.426 guerriglieri stimati nel maggio del 2011"; allo stesso periodo le unità operative erano state riorganizzate da gruppi consistenti (circa 200 unità ciascuno) in piccole squadre di 10-15 componenti ciascuna con a capo a un comandante esperto in guerriglia.

### Leader
- Fuad Mohammed Khalaf "Shangole", terzo leader più importante dopo Godane e Abu Mansur, è un somalo emigrato in Svezia e tornato per unirsi ad Al Shabaab, appartiene alla sottocabila Awrtabe della cabila Darod, è capo delle pubbliche relazioni dell'organizzazione
- Hassan Dahir Awyes, leader spirituale[111]
- Mohamed Said Atom, signore della guerra e mercante di armi[112], si è unito ad Al-Shabaab nel luglio 2010[113]
- Abdulahi Haji "Daud", capo dei sicari e delle operazioni di assassinio
- Sahal Isku Dhuuq, responsabile delle attività di rapimento a fini di riscatto dei cooperanti stranieri in Somalia, ucciso il 26 Gennaio 2014 in un attacco aereo delle forze statunitensi.
- Hassan Afrah, capo delle relazioni con i pirati somali.
- Dahir Gamaey "Abdi Al-Haq", giudice di al-Shabaab

Con il titolo di "emiro":
- Aden Hashi Farah "Eyrow", della cabila degli Hauia, ucciso il 1º maggio 2008 in un attacco aereo delle forze statunitensi[114]
- Sheikh Mukhtar Robow "Abu Mansur", emiro fino al 2009, appartenente al sottocabila dei Līsān (lett. "lingua") della tribù meridionale dei Rahanweyn[115]
- Ibrahim al-Afghani, emiro dal 2010 al 2011, proveniente dal sottocabila dei Sacad Muse della cabila Isaaq[116]
- Moktar Ali Zubeyr "Godane", emiro dal 2010 fino alla sua uccisione nel settembre 2014, anch'egli membro degli Isaaq[117]
- Ahmed Omar Abu Ubaidah (o Ubeyda) dal 2014

### Leader stranieri
Segue una lista dei principali leader stranieri dell'organizzazione:
- Fazul Abdullah Mohammed, comoriano, nominato da Osama bin Laden capo di al-Qāʿida nell'Africa Orientale alla fine del 2009. Si muove tra i paesi dell'area con facilità. Per anni si è nascosto con l'Unione delle Corti Islamiche e al-Shabaab. Considerato il capo militare di al-Shabaab, è stato ucciso l'8 giugno 2011 dall'esercito somalo[119]
- Muhammad Abu Fa'id, saudita, principale finanziatore e manager di Al-Shabaab
- Abu Mansoor Al-Amriki, vero nome Omar Hammami. Statunitense convertito alla causa del jihād ed entrato negli Shabaab nel 2006. Rapidamente giunto ai vertici dell'organizzazione, è comandante militare, reclutatore, finanziatore e propagandista. Appare in numerosi video a fini di reclutamento. L'uomo  è stato ucciso dagli uomini della stessa Al-Shabaab in un agguato nel 2013.

### La fusione con al-Qāʿida
Il 9 febbraio 2012 Moktar Ali Zubeyr "Godane" ha annunciato in un video messaggio di 15 minuti che Al-Shabaab sarebbe entrata a far parte di al-Qāʿida, sotto la leadership di Ayman al-Zawahiri, e che avrebbe anche cambiato nome. Zawahiri ha approvato e ha accolto Al-Shabaab come cellula terroristica somala di al-Qāʿida in un messaggio video di risposta di 15 minuti. La fusione segue a notizie relative a contrasti interni alla leadership di al-Shabaab, e coincide con notizie circa l'allontanamento di consistenti fazioni dall'organizzazione, e la partenza di più di 500 suoi combattenti dalla Somalia meridionale alla volta dello Yemen, dove al-Qāʿida stava promuovendo operazioni militari contro le truppe yemenite in una delicata fase di transizione politica del paese.

### La presenza di truppe straniere
Al-Shabaab ha da tempo tra le sue file un buon numero di miliziani stranieri, soprattutto nelle posizioni di comando. Guerriglieri del Golfo Persico e jihādisti internazionali sono stati chiamati a partecipare al jihād di al-Shabaab contro il governo somalo e i suoi alleati etiopi. Sono stati loro a introdurre in Al-Shabaab la tecnica degli attentati suicidi, cui inizialmente il gruppo non ricorreva. Un rapporto dell'ONU del 2006 ha indicato Iran, Libia ed Egitto come principali sostenitori degli estremisti islamici.
Nata inizialmente come organizzazione fortemente nazionalistica, in seguito Al-Shabaab si è ridefinita come gruppo islamista estremista fautore di un jihād internazionale. La strategia del reclutamento di stranieri è stata attuata anche negli Stati Uniti, dove esponenti del gruppo hanno cercato di reclutare all'interno delle locali comunità islamiche. Dal 2007 sono stati reclutati oltre 40 fondamentalisti islamici statunitensi. Quasi sempre questi stranieri sono impiegati non solo militarmente, ma anche per svolgere attività di propaganda. Spesso compaiono in video in cui cercano di convincere i musulmani, specie i giovani, a partecipare alla lotta islamista, come nel caso dello statunitense Abu Mansoor Al-Amriki. Non di rado agenti dell'organizzazione sono attivi nelle moschee o in settori del commercio perfettamente legali, con lo scopo di arruolare nuovi militanti e raccogliere fondi per proseguire la lotta armata, e questo avviene negli Stati Uniti e, in generale, all'estero..
La maggior parte dei membri stranieri di al-Shabaab proviene da Yemen, Sudan, Costa swahili, Afghanistan, Arabia Saudita, Pakistan e Bangladesh. Nel 2010 il loro numero complessivo era stimato tra le 200 e le 300 unità.
Caso diverso è quello dei somali tornati dai paesi in cui erano emigrati, quasi sempre occidentali, per entrare nell'organizzazione e partecipare al jihād: sempre nel 2010 si stimava fossero circa 1000. Tra questi il più importante è sicuramente Fuad Mohammed Khalaf "Shangole", somalo trasferitosi in Svezia e ritornato nel paese d'origine per entrare nell'Unione delle Corti Islamiche e poi in al-Shabaab.
Molti guerriglieri vengono da minoranze etniche emarginate delle campagne della Somalia meridionale.
Nel 2012 è stato notato come al-Shabaab stesse attraendo un numero crescente di musulmani da poco convertiti provenienti dal Kenya, paese prevalentemente cristiano. Addirittura, pare che i combattenti kenioti costituiscano il 10% del totale delle forze del gruppo. Sono chiamati dai membri storici di Al-Shabaab Mujaheddin kenioti,; si tratta spesso di giovani appartenenti alle classi più povere del Kenya, e questo li rende particolarmente sensibili alle attività di propaganda e reclutamento svolte da Al-Shabaab. Un keniota pentito, ex membro di Al-Shabaab, che ora collabora con la polizia del Kenya, ritiene che la formazione terroristica impieghi i kenioti per fare il lavoro sporco, ossia gestire le azioni più pericolose, in modo tale che i membri storici del gruppo restino indenni. Si ritiene che le regioni musulmane costiere di Kenya e Tanzania, la cd. Costa Swahili, come Mombasa e Zanzibar, siano zone particolarmente esposte al reclutamento.
I membri afghani ed iracheni, così come i somali addestrati in Afghanistan, giocano un ruolo importante nell'organizzazione e occupano posti di alto livello in forza della loro superiore esperienza nel combattimento. Grazie alle loro abilità, spesso questi comandanti conducono l'opera di indottrinamento dei nuovi membri e li addestrano all'utilizzo di esplosivi, a tecniche di attacchi suicidi e nelle attività di assassinio e rapimento di esponenti del governo, giornalisti, cooperanti umanitari e funzionari civili.

## Il riconoscimento come movimento terroristico
Al-Shabaab è considerata un gruppo terroristico da Australia, Canada, Norvegia, Svezia, Svizzera, Regno Unito e Stati Uniti d'America.

## Defezioni
Dal 2009 al-Shabaab ha visto un buon numero di suoi guerriglieri, tra cui molti leader, abbandonare l'organizzazione e passare dalla parte del Governo Federale di Transizione.
Nel novembre 2004, durante un'intervista concessa all'agenzia di stampa France Presse a Villa Somalia, un ex membro di Al-Shabaab disse di essere deluso dalla direzione del gruppo, affermando di aver incominciato a lottare per la formazione nel 2006 per cacciare gli invasori etiopie di averla abbandonata il mese precedente perché disgustato dall'interpretazione dell'Islam data da al-Shabaab.
Non sono mancate defezioni eccellenti. Nel dicembre 2009 defezionò in favore del governo il Vice Comandante di al-Shabaab nella regione del Medio Scebeli, Sheikh Ali Hassan Gheddi, il quale sostenne che la crudeltà di al-Shabaab nei confronti della popolazione lo avesse costretto a disertare e a schierarsi dalla parte del governo. Affermò che i membri del gruppo terroristico estorcessero denaro ai cittadini e li trattassero contro gli insegnamenti dell'Islam. Motivò ulteriormente la sua defezione con il boicottaggio praticato da al-Shabaab contro il World Food Programme dell'ONU, convinto che un simile ostruzionismo avrebbe colpito duramente e direttamente la popolazione civile.
A causa del diminuire dei ricavi delle estorsioni in zone come Mogadiscio, delle defezioni e di altri problemi interni, al-Shabaab si è negli ultimi anni rivolta ad altre organizzazioni terroristiche islamiche per trovare supporto, soprattutto al Qaeda e in particolare le sue cellule in Arabia Saudita e Yemen. Da al-Qāʿida i somali hanno importato specialmente i metodi di propaganda, tra cui le canzoni rap di Abu Mansoor Al-Amriki.
Il fenomeno delle diserzioni da al-Shabaab a vantaggio del governo somalo non si è comunque arrestato, anzi nel 2012 ha assunto dimensioni imponenti e sempre più estese. Nel giugno 2012 il portavoce del Governo federale di Transizione Abduraham Omar Osman ha annunciato che 500 militanti avevano già lasciato al-Shabaab per combattere con le forze governative. Ha inoltre aggiunto che le defezioni stanno aumentando ogni giorno da quando l'esercito somalo ha sottratto al controllo di al-Shabaab la città strategicamente importante di Afgoi. Il Tenente Colonnello Paddy Ankunda, portavoce dell'AMISOM, ha allo stesso modo rivelato che i comandanti militari dell'Unione Africana hanno assistito a un numero crescente di defezioni da Al-Shabaab, segno che quest'ultima stia perdendo coesione, autorità e controllo. Le regole sempre più rigide di Al-Shabaab, costituite da estorsioni, punizioni spietate, uccisioni indiscriminate e coscrizione forzata di ragazzi e giovani hanno alimentato contro la formazione estremista l'ostilità delle comunità locali, incoraggiando un'ondata di diserzioni.
Il 5 settembre 2012 oltre 200 membri di al-Shabaab e alcuni comandanti si sono arresi alle forze della coalizione (esercito governativo e AMISOM) nella città di Afmadow. Queste defezioni sono state interpretate come stimolo all'offensiva alleata, dato che gli ex insorti potrebbero fornire molti dettagli utili sulla strategia di combattimento della formazione integralista.
Il 22 settembre 2012 altri 200 militanti si sono arresi alle truppe alleate a Garsale, vicino Giohar, dopo combattimenti che hanno causato la morte di 8 insorti, tra cui due comandanti di alto grado. In un comunicato stampa l'AMISOM ha espresso la convinzione che il numero totale di diserzioni di membri di al-Shabaab nell'area raggiungesse i 250 uomini.
Il 27 dicembre 2014, pochi giorni dopo un attacco nei confronti dei militari dell'AMISOM, un importante leader degli Shabaab si consegnò alle autorità nella zona di Ghedo. Il leader consegnatosi era Zakariyya Isma'il Ahmed Hersi, capo dell'Intelligence del gruppo terroristico.

## I contrasti interni
La decisione della fusione non è stata accolta bene da tutti i capi di Al-Shabaab, e ha causato forti contrasti interni. Dopo l'annuncio di Godane tutti gli altri leader di Al-Shabaab si sono riuniti in una conferenza a Baidabo, in cui si sono rifiutati di adottare il nuovo nome dell'organizzazione, al-Qāʿida nell'Africa Orientale, e si sono accordati su una nuova strategia, che fosse concentrata sui problemi interni della Somalia. Aweys in seguito ha sostenuto che Al-Shabaab e al-Qāʿida sono soltanto piccole parti della comunità islamica e che l'ideologia di al-Qāʿida non dovrebbe essere vista come la sola, giusta parte dell'Islam.
Questa rivolta aperta contro al-Qāʿida ha reso più plausibile che Al-Shabaab fosse diventata pronta a qualche sorta di intesa negoziata per la pace. Il 23 febbraio 2012, mentre al-Shabaab veniva cacciata da molte sue roccaforti, Radio Mogadiscio ha annunciato che 120 leader e seguaci di al-Qa'ida si sono trasferiti in aereo da Chisimaio allo Yemen. Aweys è stato nominato comandante militare di Chisimaio e del sud della Somalia.

## Attività

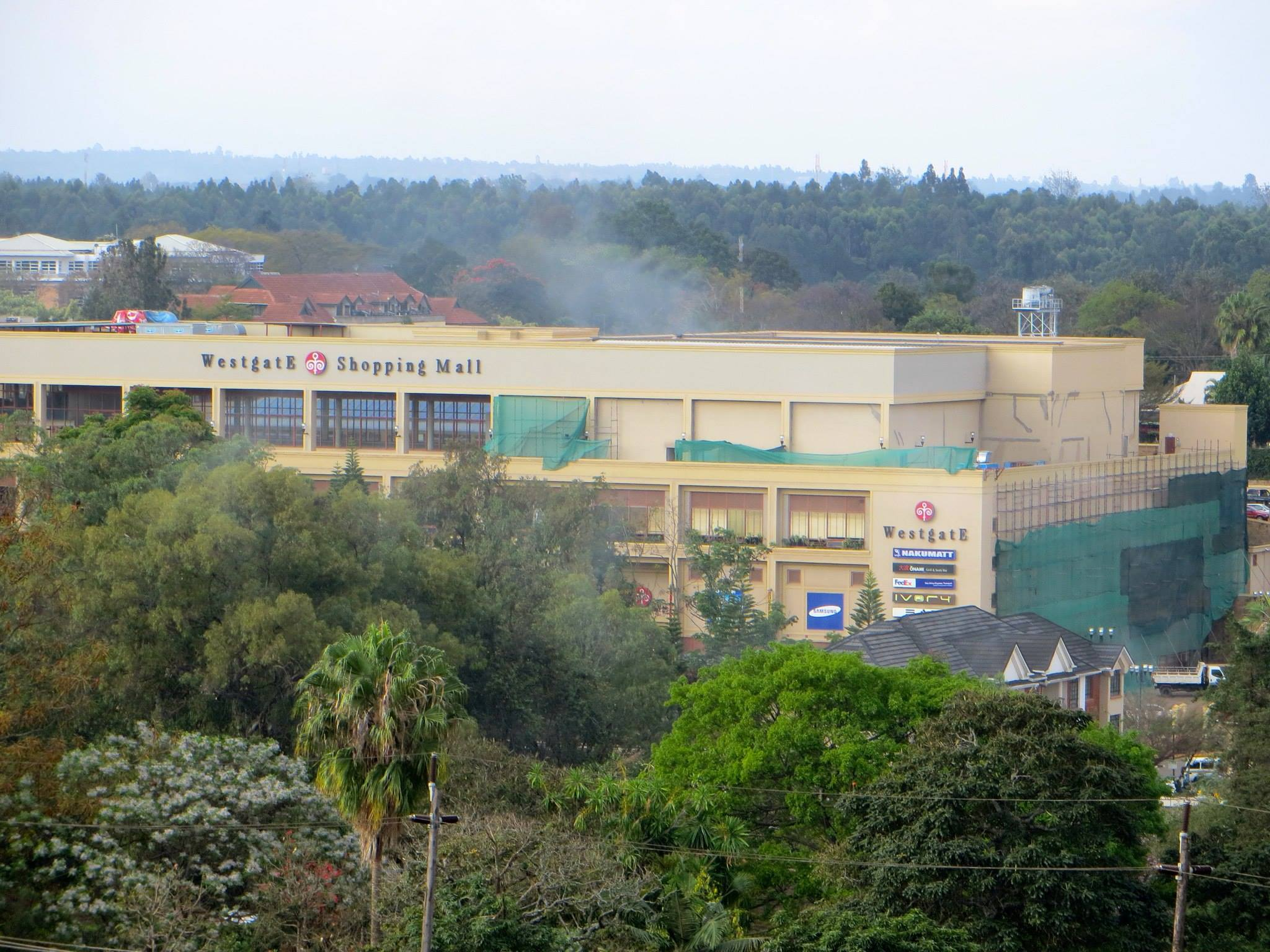
Il fumo si alza dal Westgate Mall il 23 settembre 2013, ad attacco ancora in corso.

La prima operazione importante dopo la fusione con al-Qa'ida è stata l'attacco al centro commerciale Westgate Mall di Nairobi, in Kenya, incominciato il 21 settembre 2013 e terminato il 24 dopo ripetuti assalti delle forze di sicurezza keniane. Molti dei morti sono stati, secondo i testimoni, uccisi per non aver saputo rispondere a venti domande inerenti al recitare versetti del Corano o i nomi del profeta Maometto.
Secondo il generale dell'Esercito degli Stati Uniti Carter Ham, al-Shabaab, al-Qāʿida nel Maghreb islamico e il gruppo terroristico islamista nigeriano Boko Haram stavano tentando, nel giugno 2012, di coordinare le proprie attività in termini di divisione di fondi, addestramento ed esplosivi. Ham ha aggiunto di ritenere che questa collaborazione costituisse un pericolo per la sicurezza nazionale degli Stati Uniti e per le autorità locali. Comunque, si pensa che difficilmente queste organizzazioni possano colpire gli Stati Uniti, in quanto interessate anzitutto a imporre amministrazioni fondamentaliste nelle rispettive regioni.

## Presunti sostenitori
Come già riportato in precedenza, vari Stati sono accusati di sostenere al-Shabaab. Le accuse più frequenti e fondate si concentrano su Eritrea e Somaliland.

### Eritrea
Nel dicembre 2009 il Consiglio di sicurezza delle Nazioni Unite ha imposto sanzioni all'Eritrea, accusandola di armare e finanziare i gruppi paramilitari attivi nella Somalia meridionale, tra cui al-Shabaab. In particolare, carichi di armi sospettati di provenire dall'Eritrea erano stati inviati ai ribelli antigovernativi nel sud della Somalia. Inoltre pare che le truppe di pace dell'Unione Africana impegnate in Somalia abbiano catturato alcuni soldati e prigionieri di guerra eritrei. Nel 2010 l'ONU ha accusato il governo eritreo di continuare a offrire supporto ai gruppi ribelli della Somalia meridionale, nonostante le sanzioni già applicate contro il paese. Il governo eritreo ha negato le accuse, definendole confuse e infondate e chiedendo di fornire pubblicamente prove concrete. In risposta, un rapporto ONU ha riportato che il governo eritreo versava 80.000 dollari statunitensi al mese a individui legati ad Al-Shabaab a Nairobi.
Il 5 luglio 2012 l'amministrazione Obama ha annunciato sanzioni contro il capo dei servizi segreti eritrei e un alto ufficiale dell'esercito accusati di sostenere al-Shabaab: il colonnello Tewolde Habte Negash è accusato di provvedere ad addestrare i combattenti dell'organizzazione, mentre il colonnello Taeme Abraham Goitom organizzerebbe l'opposizione armata al governo somalo. Le sanzioni vietano di concludere affari con loro negli Stati Uniti. Il 16 Luglio successivo l'ONU ha affermato di non aver rinvenuto prove di un concreto supporto eritreo ad Al-Shabaab nel 2011.

### Somaliland
Il Somaliland è la regione nordoccidentale della Somalia che ha dichiarato unilateralmente la propria indipendenza il 18 maggio 1991, ma la secessione non è mai stata riconosciuta da nessuno Stato del mondo. A partire dal 2010 hanno incominciato a circolare voci sempre più consistenti di un sostegno del Somaliland agli estremisti islamici che combattono contro il governo centrale somalo e le truppe dell'AMISOM. Molti rapporti dell'Associazione Internazionale Studi Strategici, pubblicati poco dopo le elezioni presidenziali del Somaliland del 2010, accusano il neoeletto presidente Ahmed Mohamud Silanyo di avere stretti rapporti con i gruppi fondamentalisti islamici, ipotizzando che il suo partito politico, il Kulmiye, abbia vinto le elezioni soprattutto grazie al supporto di una rete di gruppi islamisti con base all'esterno del Somaliland, tra cui Al-Shabaab. Gli stessi documenti descrivono Mohamed Abdi Gaboose, nuovo Ministro dell'Interno del Somaliland, come un islamista con forti rapporti personali con al-Shabaab, predicendo di conseguenza un futuro rafforzamento del gruppo terroristico.
Nel gennaio 2011 il Puntland ha accusato il Somaliland di aver dato asilo a Mohamed Said Atom, contrabbandiere di armi e signore della guerra alleato di al-Shabaab. Il Somaliland ha negato con forza le accuse, definendole una cortina di fumo volta a distogliere l'attenzione dalle attività del Puntland. In effetti si dice che Atom e i suoi uomini abbiano trovato rifugio e assistenza medica in Somaliland dopo essere stati inseguiti dalle forze del Puntland alla fine del 2010, nell'ambito della Campagna del Galgala.
I servizi segreti del Puntland hanno sostenuto che oltre 70 soldati del Somaliland avessero combattuto insieme con i miliziani di Atom, incluso un noto ufficiale dell'intelligence del Somaliland morto in battaglia. Nel gennaio 2011 i media del Somaliland hanno rivelato che un uomo di Atom aveva chiesto aiuto militare alle autorità del paese, e aveva negato che Atom avesse a che fare con al-Shabaab.
Documenti del governo del Puntland accusano il Somaliland di sostenere finanziariamente e militarmente, e in definitiva di usare le milizie di Atom per destabilizzare il Puntland e distrarre l'attenzione dai tentativi del Somaliland di impadronirsi della regione contesa di Sol.